# ラセック
ラセック（英: LASEK）とは、アルコールまたはブラシを使用して角膜上皮のみの薄い蓋（フラップ）を作成し、エキシマレーザーを照射し、視力を回復する屈折矯正手術の術式の一つである。名称は Laser-Assisted Sub-Epithelial Keratectomy（レーザー照射による角膜上皮下の切除）あるいは Laser Epithelial Keratomileusis（レーザー照射による角膜上皮の彫刻）の略。
1999年（平成11年）にイタリア人医師Camellinによって考案された。角膜上皮のみのフラップは数日で再生する。そのため通常のレーシックと異なり、強い眼の衝撃でもフラップがずれることはない。PRKやエピレーシック（EPI-LASIK）などと同様に表面照射という術式に分類される。他の表面照射の屈折矯正手術と同様にボーマン膜をレーザーで除去し、角膜実質層を削ることで視力を回復する。